# Leptosphaeria linearis
Leptosphaeria linearis är en svampart som först beskrevs av Pier Andrea Saccardo, och fick sitt nu gällande namn av E. Müll. 1950. Leptosphaeria linearis ingår i släktet Leptosphaeria och familjen Leptosphaeriaceae.   Inga underarter finns listade i Catalogue of Life.